# Saré Coly Sallé
Pour les articles homonymes, voir Sallé.
Saré Coly Sallé est une localité du Sénégal, située dans le département de Vélingara et la région de Kolda, en Casamance, dans le sud du pays.
C'est le chef-lieu de la communauté rurale du même nom, ainsi que de l'arrondissement de Saré Coly Sallé depuis la création de celui-ci par un décret du 10 juillet 2008.
On y dénombre 748 personnes et 69 ménages.